# Афонсу Португальский (кардинал)
Афонсу Португальский (порт. Afonso de Portugal; 23 апреля 1509, Эвора, королевство Португалия — 21 апреля 1540, Лиссабон, королевство Португалия) — португальский инфант и кардинал. Епископ Гуарды с 9 сентября 1516 по 23 февраля 1519. Епископ Визеу с 23 февраля 1519 по 20 февраля 1523. Архиепископ Лиссабона и епископ Эворы с 20 февраля 1523 по 21 апреля 1540. Кардинал-дьякон с 1 июля 1517, с титулярной диаконией Санта-Лючия-ин-Септисольо с 6 июля 1525 по 13 августа 1535. Кардинал-священник с титулом церкви Санти-Джованни-э-Паоло с 13 августа 1535.

## Ранние годы
Афонсу родился 23 апреля 1509 года, в Эворе, в Португалии и был четвёртым сыном короля Португалии Мануэла I и его второй жены Марии Арагонской. Брат кардинала Энрике Португальского и короля Португалии Жуана III. До орфографической реформы 1911 года его имя писалось как Аффонсу.
Афонсу получил образование при португальском дворе, где изучал литературу под руководством Айреса Барбозы и Андреса Резенде, изучал греческий язык и латынь.
Его отец, король Мануэл, пытался сделать его кардиналом, когда ему было три года, однако просьба была отложена, потому что она противоречила конституции церкви. Апостольский протонотарий.
Где, когда и кем был рукоположен в священники неизвестно.

## Епископ и кардинал
9 сентября 1516 года избран епископом Иданы, с епархией в Гуарде, с диспенсацией на то, что он ещё не достиг канонического возраста; занимал епархию до 23 февраля 1519 года.
Возведён в кардинала-дьякона на консистории от 1 июля 1517 года, с условием, что он не должен считать себя возведённым в кардиналы до достижения восемнадцатилетнего возраста. 23 февраля 1519 года переведён на кафедру Визеу с диспенсацией на то, что он ещё не достиг канонического возраста, занимал кафедру до 20 февраля 1523 года. 
Не участвовал в Конклаве 1521 — 1522 годов, который избрал Папу Адриана VI. 20 февраля 1523 года повышен до митрополии Лиссабона и епархии Эворы, с диспенсацией на то, что он ещё не достиг канонического века, занимал кафедры до своей смерти. 
Не участвовал в Конклаве 1523 года, который избрал Папу Климента VII. получил красную шляпу и титулярную диаконию Санта-Лючия-ин-Септисольо после 6 июля 1525 года.
Не участвовал в Конклаве 1534 года, который избрал Папу Павла III. 16 июля 1535 года получил паллий. 13 августа 1535 года получил сан кардинала-священника и титулярную церковь Санти-Джованни-э-Паоло.
Скончался кардинал Афонсу Португальский 21 апреля 1540 года в Лиссабоне и был похоронен в Лиссабонском соборе, позднее его останки были перенесены в королевский монастырь Жеронимуш.